# Noslon
Noslon ou le château de Noslon écrit aussi Nolon, est l'ancienne maison de plaisance des archevêques de Sens. Située à quelques kilomètres au nord de la ville, cette résidence seigneuriale se trouve sur la commune de Cuy (Yonne).
À l'époque médiévale, les archevêques de Sens acquièrent la propriété où se trouve un « château » qui sera fortifié dans la période trouble de la guerre de Cent Ans.
Au début du XVIIIe siècle, le château, « étant en ruine et vétusté », est partiellement démoli et reconstruit aux deux tiers.
L'achèvement définitif, dans les années 1750-1760, est dû à Paul d'Albert de Luynes qui en fait son lieu de séjour ordinaire. Dans le périmètre de la propriété, l'archevêque fera bâtir, en plus, un grand corps de ferme en remplacement d'anciennes dépendances.
Devenu bien national à la Révolution, le domaine est démembré et le château démoli.
Aujourd'hui, ne subsiste que le corps de ferme. Cette exploitation agricole spécialisée, propriété de la famille Lorne, est connue sous l'appellation des Vergers de Noslon.

## Localisation

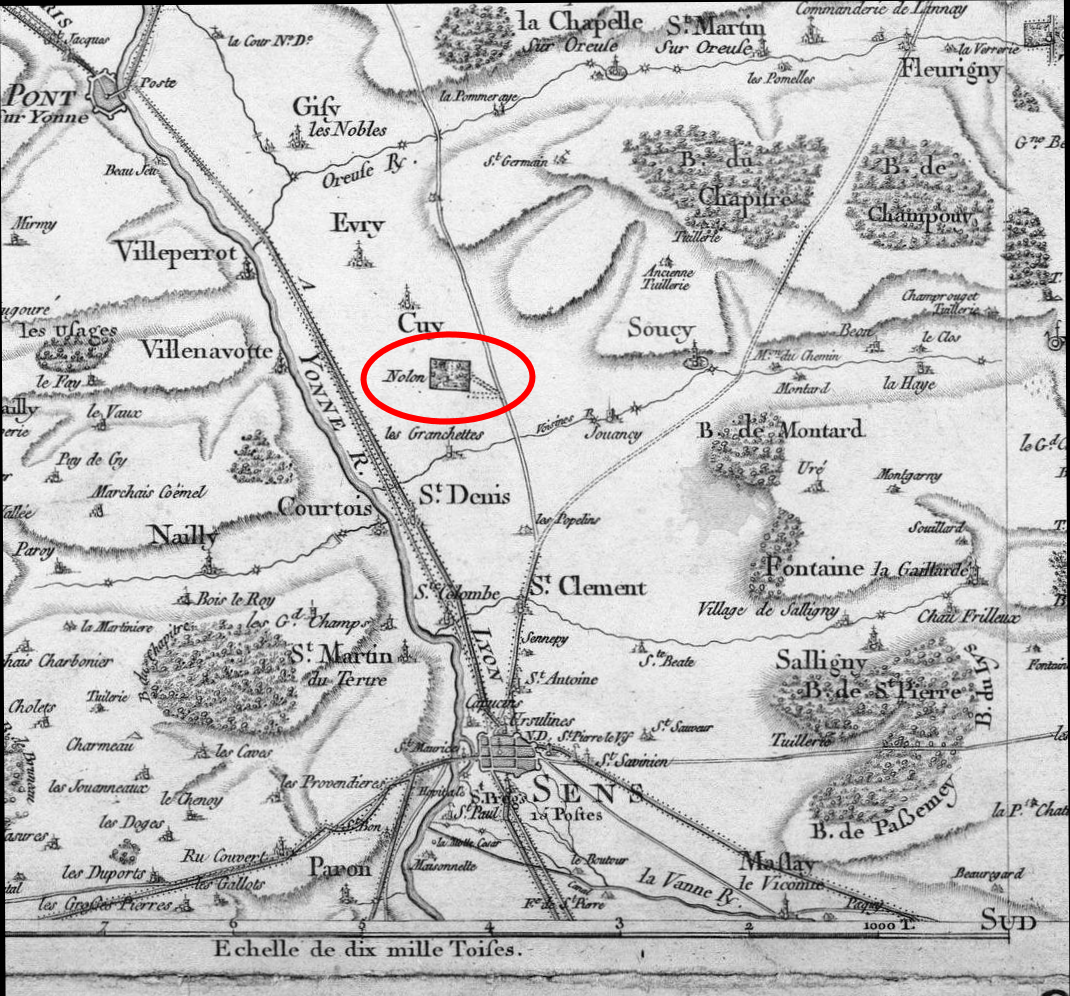
Noslon sur la carte Cassini de Sens (no 46 de 1757).

Le château est situé dans la riche vallée de l'Yonne, au nord de Sens. À vol d'oiseau, il est à moins de six kilomètres du centre ville (3 000 toises). Il est, d'autre part, éloigné d'environ un kilomètre (800 toises) de la route de Paris à Lyon et de 1 000 toises par rapport à la rivière.
La voie romaine Via Agrippa de l'Océan, conduisant de Lyon à Boulogne par Sens et Meaux, passait à Saint-Clément et à proximité du domaine.

## Historique

### Aux origines
Dans l'Antiquité, les lieux environnants sont habités par des populations dites gauloises. Il a été retrouvé, dès 1801, entre Noslon et la route de Paris, des sépultures avec divers matériels archéologiques : armes, anneaux de bronze, etc.
En l'an 620, la terre de Cuy (où se trouve le futur Noslon), est donnée à l' abbaye de Sainte-Colombe par Clotaire II ; Michel de Corbeil, soixante-cinquième archevêque de Sens, frère de Pierre de Corbeil confirmera cette donation aux religieux de ce monastère en 1196.
Cependant en 1190, d'après Théodore Tarbé, le domaine du futur Noslon 
n'est qu'une simple ferme appartenant à l'abbaye de Saint-Jean-lès-Sens.

#### Garnier Despres
En 1190, le citoyen de Sens (cives Senonensis) Garnier Despres acquiert de l'abbaye de Saint-Jean (ordre des Augustins), la ferme de Noslon. En 1201, l'abbaye érige le lieu en fief en échange des dîmes de Diant, possédées par ledit Despres. Peu de temps après, Garnier Despres devient bailli de Philippe Auguste.
Pour l'anecdote, il fait construire un petit Hôtel-Dieu en face de son hôtel de Sens, hors les murailles et vers Marcheau. S'appliquant à lui-même, en bon catholique le conseil de l'Evangile, il cache dans les murs de cet hôpital un trésor monétaire pour faire face à une future destruction des lieux. De fait, ce trésor sera découvert lorsque le bailli de Sens fera raser les faubourgs de Sens lors de l'approche des Anglais (1356), occasionnant un long procès en restitution. Garnier Despres obtient le privilège royal de percer une poterne pour relier son hôtel et le petit Hôtel-Dieu (l'actuelle Poterne Garnier Despres).
En 1215, à l'occasion de la chevalerie donnée à son fils Godefroy par le roi en personne à Paris, il donne à ce fils une série de fiefs tenus de la vicomtesse de Sens. Garnier Despres décède entre 1217 et 1225.

### Le château médiéval
Vers l'an 1226, d'après Théodore Tarbé, Despré « y fait construire des bâtiments, une tour, des fossés, etc. »

En 1245, le chevalier Godefroy Despres porte le titre de seigneur de Noslons. Il décède entre 1245 et 1251. Son fils Gilon Despres prendra le nom de Noolon en 1251. Il reçoit la permission d'édifier une chapelle dans ce château en 1245. Il vit en 1271 mais il choisit de se séparer de ses terres, de son château, sans doute victime, comme mains chevaliers croisés, de ruine financière. 
Entre 1252 et 1272, les archevêques de Sens s'activent pour acheter pièce à pièce les lieux, provoquant de ce fait l'abandon de leur demeure de Nailly : en 1257, Henri Le Cornu, archevêque de Sens, « en fait l'acquisition de ses propres deniers, de Giles de Noslon, petit-fils de Garnier Despré, pour en faire sa maison de plaisance et celle de ses successeurs. »
L'époque médiévale est avare en informations sur le site. Théodore Tarbé donne quelques détails :

Pendant la guerre de Cent Ans (1337-1453), le château de Noslon est un poste avancé important au nord de Sens. Il est alors très fortifié.

En 1422, à la mort du roi Charles VI, le pays est livré à une horrible guerre civile. La région voit passer la soldatesque française ou anglaise qui ravagent alternativement les environs de Sens.

En 1424, Noslon est momentanément propriété de la famille des Barres de Chaumont. Le domaine est rapidement repris par l'archevêque de Sens.

Tarbé raconte qu'en 1432, « la garnison de Montereau, tenue par les Anglais, se présente jusque dans la basse-cour du château de Noslon, mais elle en est vivement repoussée ».

À la Renaissance, le domaine retrouve sa fonction première de maison de plaisance des archevêques.

Denis Cailleaux raconte que Tristan de Salazar - qui a fait construire le transept de la cathédrale Saint-Étienne de Sens -, ne modifie pas sensiblement la forteresse du XIVe siècle, mais il y fait de nombreux travaux d'entretien et d'embellissement. En 1497, par exemple, « les maçons travaillaient au donjon et des jardiniers prenaient soin des jardins ».

Salazar, lors de ses séjours à Sens, semble avoir préféré résider à Noslon plutôt qu'au palais des archevêques de Sens ; sa présence est attestée de nombreuses fois dans les archives et « la préférence pour cette résidence n'est sans doute pas étrangère à la présence de sa compagne qui y résidait habituellement. »

### Le château duXVIIIesiècle
Le XVIIIe siècle va voir la démolition de l'ancien château et son remplacement par une belle demeure de style classique qui continuera à porter le nom de « château de Noslon ». Ce dernier disparaitra avec la Révolution et sera démoli au début du XIXe siècle.

#### Premiers travaux

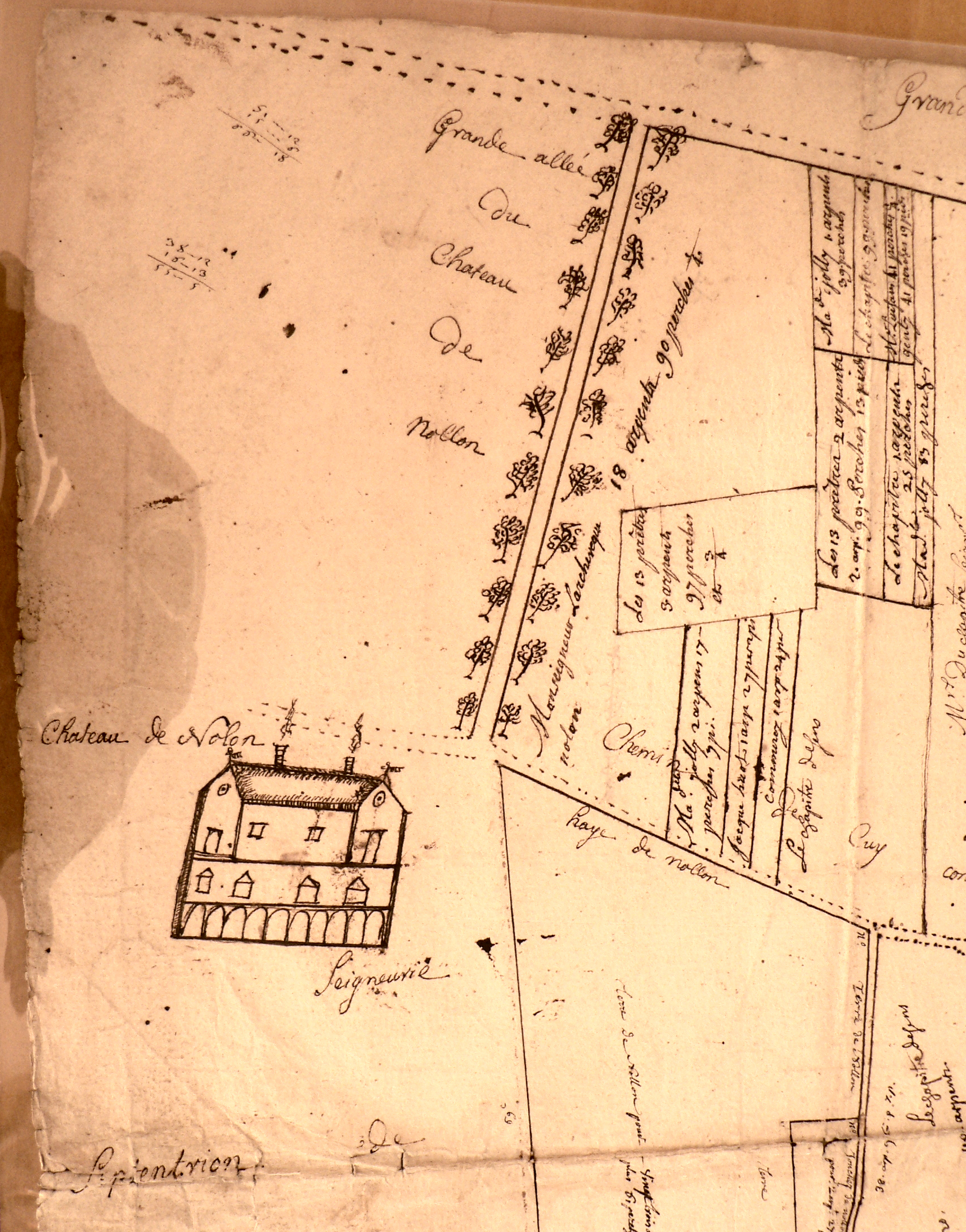
Vue cavalière très schématique du château (1747).

En 1722, Denis-François Bouthillier de Chavigny archevêque de Sens depuis 1718, constate que Noslon « étant en ruine et vétusté » décide de le faire réparer, mais les frais, considérables, conduisent à une ordonnance de reconstruction à neuf des bâtiments.

En 1724, l'ancien château est partiellement démoli et le nouveau commence à prendre forme, Monsieur Gibier de Serbois, vicomte de Sens se chargeant de la conduite des travaux.

En 1731, à la mort de l'archevêque, la nouvelle résidence n'est construite qu'aux deux-tiers (par rapport à ses dimensions finales).
Sur un plan parcellaire de la seigneurie de Granchettes, hameau de Saint-Denis-lès-Sens, de 1747, une vue cavalière très schématique figure le lieu d'implantation du château. Il s'agit d'une « vue d'artiste arpenteur », dont le seul intérêt est la représentation des « souterrains » qui sont semi-enterrés et qui n'apparaissent pas sur le dessin d'architecte d'Aviler. Sur ce plan on peut voir aussi la « grande allée du château »  bordée d'arbres, qui mène à la route actuelle de Cuy.
En 1753, après l'épiscopat de Languet de Gergy, qui semble se désintéresser de Noslon, Paul d'Albert de Luynes, le nouvel archevêque va achever définitivement le château.

#### Finalisation du projet

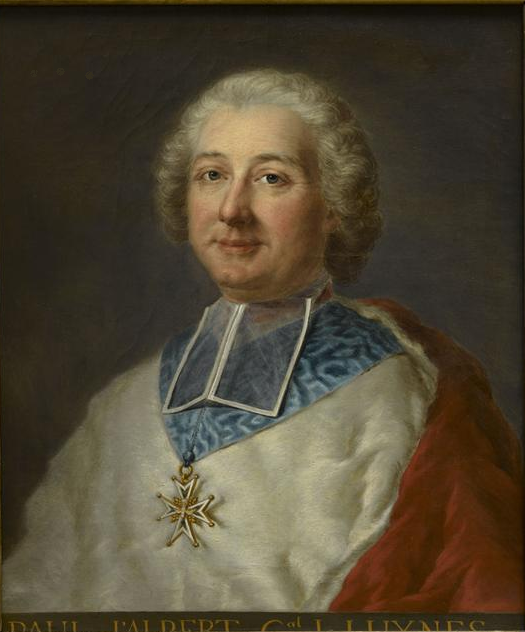
Portrait de Luynes (après 1759).

« Pourvu de l'archevêché, Luynes se contente pendant quelques mois de l'état ancien du château. Il y reçoit ses invités, telle sa belle-sœur, la duchesse de Luynes, en octobre 1754. » 

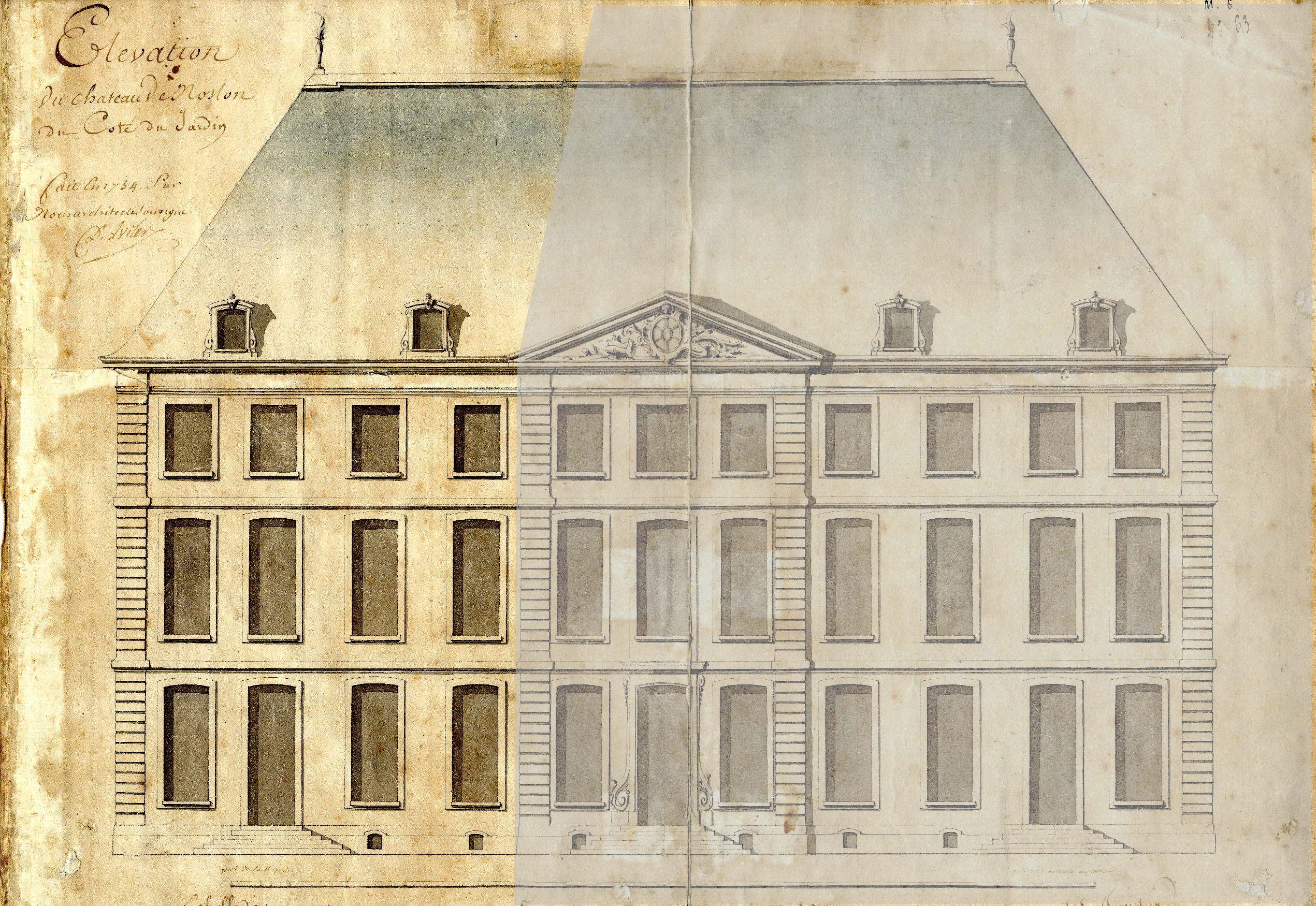
Finalisation de la résidence par Luynes (vue du nord).

En 1753-54, l'archevêque fait appel à l'architecte Claude-Louis d'Aviler qui visite Noslon le 16 octobre 1754. « Nous avons visité le château que nous avons trouvé de douze toises de longueur sur neuf toises et demi de large… ». Ce compte-rendu de visite est accompagné des travaux à mener avec devis (70 000 livres) et dessin signé et daté de l'élévation du château.

Les travaux auraient été adjugés à Claude Sullereau architecte, avec la caution de Nicolas Trouillet maître charpentier et de Guillaume Charpentier maître maçon, tous trois établis à Sens.

En 1755-1756, la partie subsistante du vieux château est démolie et la construction finale du nouveau logis peut commencer. Elle sera achevée en 1760.

Le coût de la construction est supérieur à 120 000 livres ; les dépenses effectives pour travaux sont de l'ordre de 83 000 livres. L'essentiel de la dépense concerne la maçonnerie (42 %), la charpenterie (20%) et la décoration (13 %).
En 1759, le cardinal de Luynes fait établir un autre devis à d'Aviler, pour la construction des bâtiments d'écuries, remises et logements de domestiques de la basse-cour du château. Ce devis comporte aussi la démolition du pont d'entrée et des bâtiments anciens (étable, laiterie et grange) ; la valeur estimée des travaux se monte à 70 000 livres.

En 1778, pour finir, est envisagée « la reconstruction du pont avec une grille de fer scellée dans deux pilastres de pierre » pour environ 16 500 livres.

La dépense totale des travaux réalisés sous Luynes s'élève alors à environ 170 000 livres.

#### Disparition du château
Le cardinal de Luynes qui a fait de Noslon sa résidence ordinaire meurt en 1788. L'archevêque Loménie de Brienne qui lui succède se désintéresse du domaine. 
À la Révolution, les biens du clergé sont confisqués et le château est mis en vente le 11 mai 1791. M. Lebas du Plessis et Jean-Louis Guyot, marchand fripier à Sens, en seront les propriétaires successifs. Le château est rasé. 

Sont proposés à la vente en 1797 divers lots issus de sa démolition : bois de construction, portes et fenêtres, carreaux de tous types, pierres, tuiles, etc ; la grille du portail d'entrée subit le même sort, associée à d'autres lots de fer, plomb et ferrailles.

En 1809, une autre vente est proposée. On y trouve les derniers lots provenant de la démolition systématique du château : grandes croisées, portes, lambris, boiseries, pavés de toutes sortes, marches, pierres de taille et matériaux de construction restants de 1797…

Ainsi disparait le château ; le 23 mai 1824, le domaine de Noslon, contenant environ 50 hectares (120 arpents) est à son tour mis en vente. Il deviendra la propriété de Clément Lorne en 1832.

## Description du château du cardinal
Le cardinal de Luynes a fait de Noslon sa résidence habituelle. Elle est décrite ici sommairement à partir de documents d'époque repris dans des études particulières.

### Les extérieurs

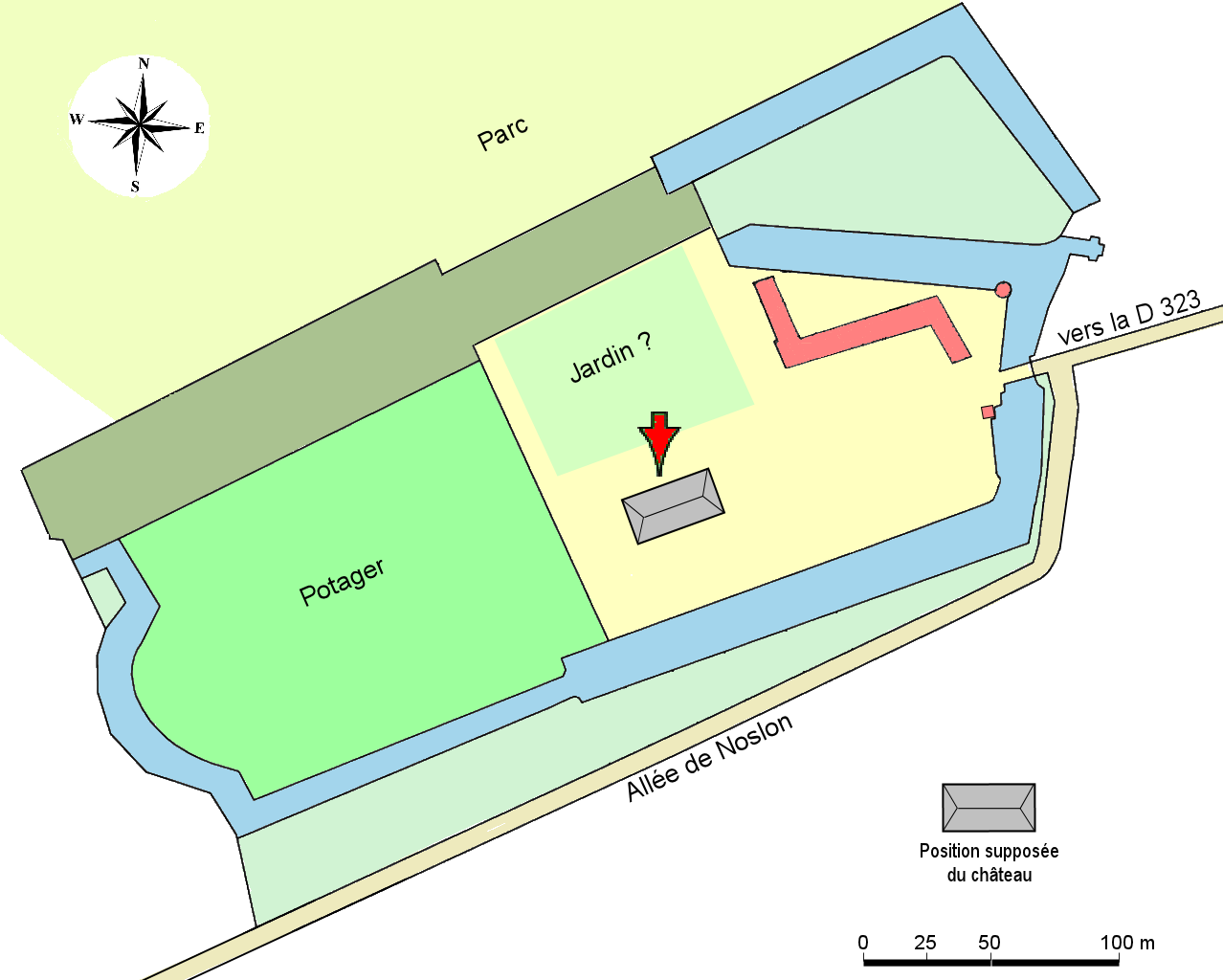
Plan approximatif de Noslon à la mort de Luynes, 1788.

La demeure, de la seconde moitié du XVIIIe siècle, est située dans une enceinte constituée de fossés qui ont été probablement remaniés depuis leur origine médiévale.

Ces fossés sont alimentés par « une fontaine fournissant dans un temps moyen 30 muids [8 m3 ?] d'eau très vive et de la meilleure qualité » ; d'une largeur minima de 36 pieds (10 m), ils ont disparu au nord-ouest, laissant place à une prairie marécageuse, d'après des plans de 1813. Ils ont été aménagés en une pièce d'eau de belle facture (en 1778) vers le pont et le portail d'entrée fermé par une superbe grille de fer forgé ; on peut voir, sur la droite du plan d'eau, un petit lavoir circulaire encore en état et la fontaine.

Dans l'enceinte du château, d'une superficie de plus de sept hectares, on trouve à l'ouest un potager donné pour huit arpents (mais au maximum de trois hectares sur plan actuel ) planté d'arbres en éventail, au nord un jardin prolongé hors enceinte d'un parc de quarante arpents percé de trois belles allées, à l'est une cour pavée et une basse-cour avec colombier et serre. Les bâtiments qui s'y trouvent sont : « logements du jardinier et du concierge, deux écuries pouvant contenir quarante chevaux, douze à quinze remises, buanderie, infirmerie et dix appartements de maître au premier,».

Noslon, cartes postales 1900
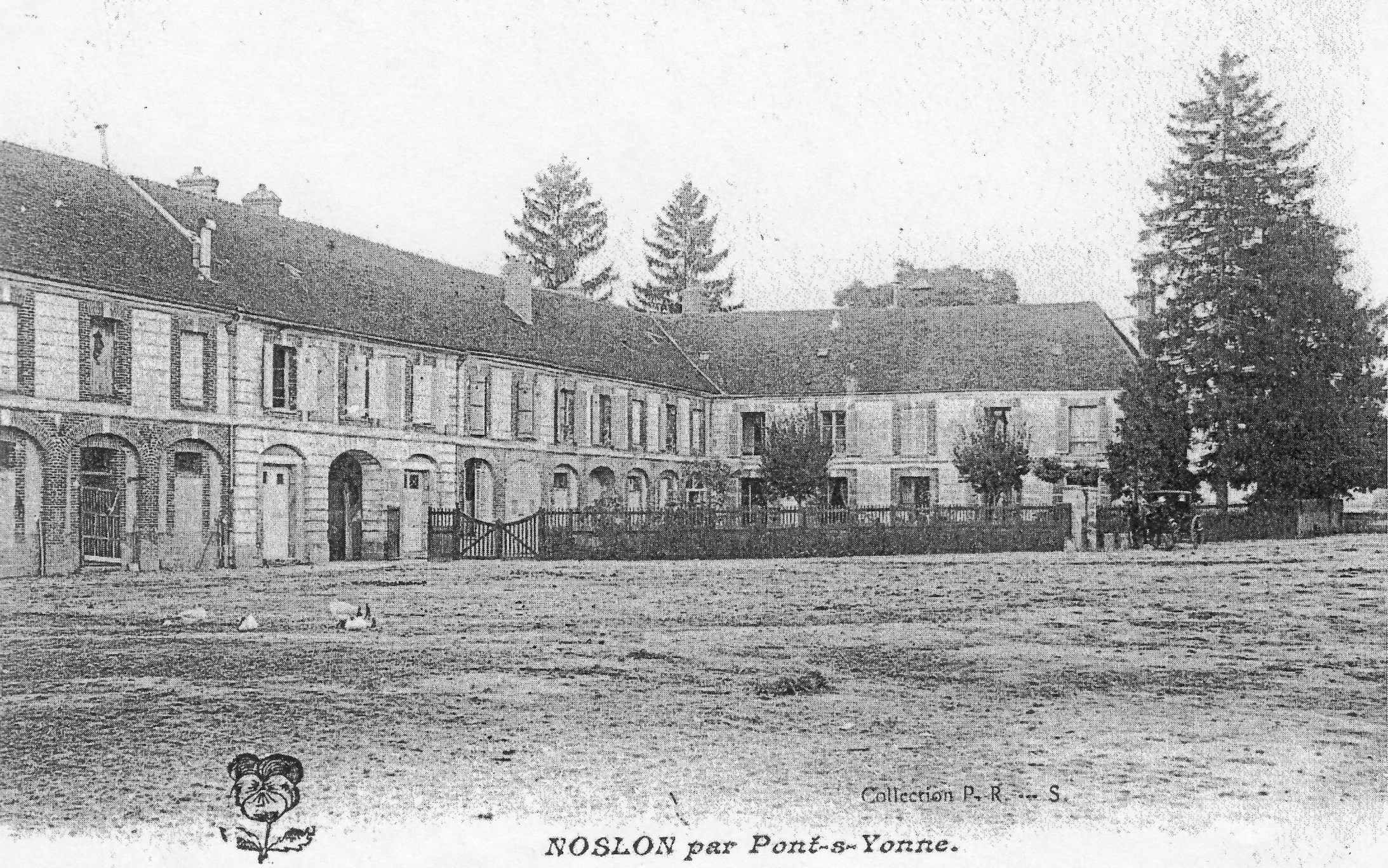
Les bâtiments de la ferme.
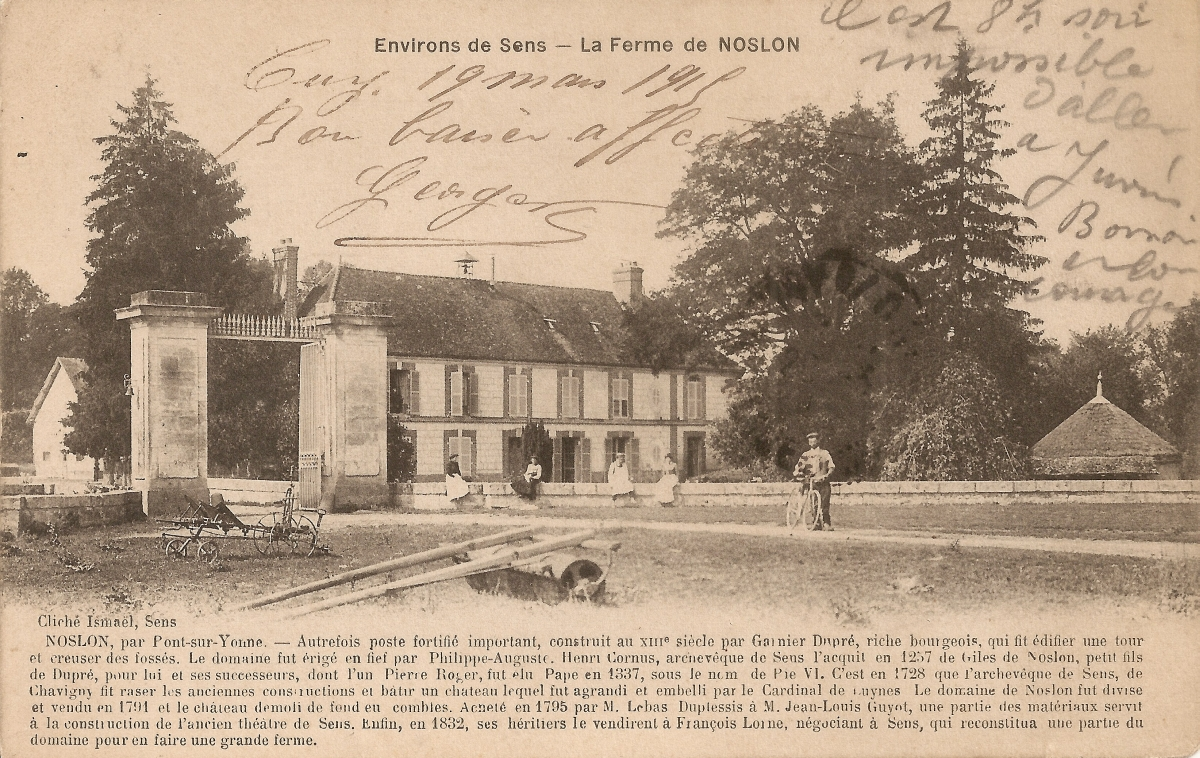
L'entrée et la ferme, à droite, le toit du lavoir.
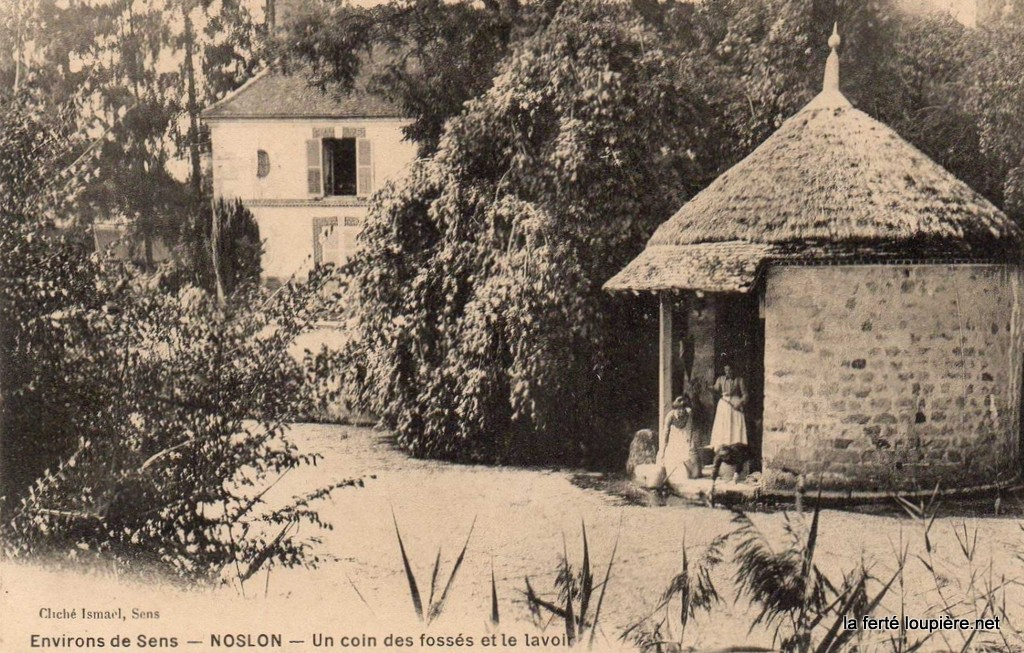
Le plan d'eau et le lavoir, au fond la ferme.

### Le château en lui-même

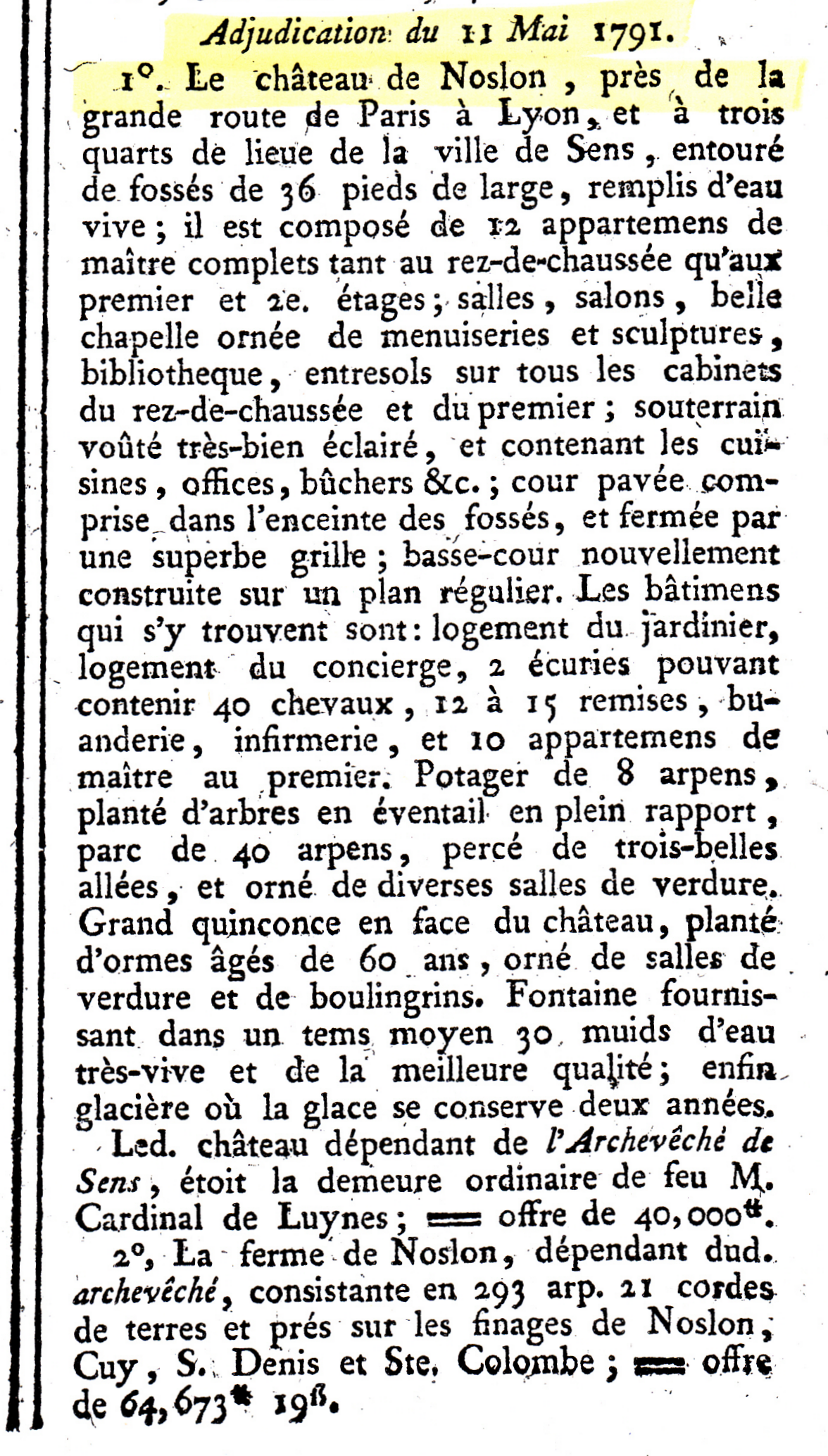
Château de Noslon, vente sur adjudication, 1791.

Sur l'élévation du château côté jardin due à d'Aviler, la longueur du bâtiment, de style classique, est de dix-neuf toises. Sa largeur, sur le devis du même est de neuf toises et demi. Sa localisation et son orientation ne sont pas données explicitement, sa position est donc incertaine.

À la mort du cardinal, pour l'établissement de sa succession, l'architecte Fontaine décrit très précisément le corps de bâtiment. « Il est percé de onze croisées sur chaque face dont trois en avant-corps au milieu, lequel avant-corps supporte un fronton, et de cinq croisées à chaque croupe, le tout portant deux étages, rez-de-chaussée et grenier, avec souterrain, couronné d'un comble et d'un toit couvert en ardoise et dont la face au midi et croupes au levant et couchant sont entourées d'eau… »
Le bâtiment comporte donc cinq niveaux décrits en détail par Fontaine dans quelques-uns des trente-deux articles (pour l'intérieur et l'extérieur) de son mémoire. Un condensé de la description est aussi donné dans Les affiches de Sens de mai 1791. Le bâtiment comprend :
- le souterrain, vouté (voir la vue cavalière du château de 1747), semi-enterré mais très bien éclairé, contenant les cuisines, offices, bûchers, cave, fruiterie et lieux d'aisance… ;
- le rez-de-chaussée, où on trouve à l'est une chapelle ornée de menuiseries et sculptures puis, sacristie, grand escalier, appartements du cardinal avec salon, salle à manger, grand cabinet, etc. ;
- le premier étage est distribué sensiblement de la même façon, avec billard et bibliothèque ;
- le second étage distribué en un corridor et différentes chambres et garde-robes (on compte au total, à différents niveaux, douze appartements  de maître et vingt-huit chambres de domestiques numérotées) ;
- le grenier, au-dessus, couvre toute la superficie du bâtiment[22].

## Noslon et l'astronomie
Paul d'Albert de Luynes, homme de science, membre honoraire de l'académie s'intéresse à l'astronomie d'observation au moins depuis son épiscopat à Bayeux. Nommé archevêque de Sens en 1753, il observe le ciel dans le palais des archevêques en attendant les finitions de la résidence de Noslon. C'est à Sens, notamment, qu'il observe le passage de Vénus sur le Soleil en 1761.

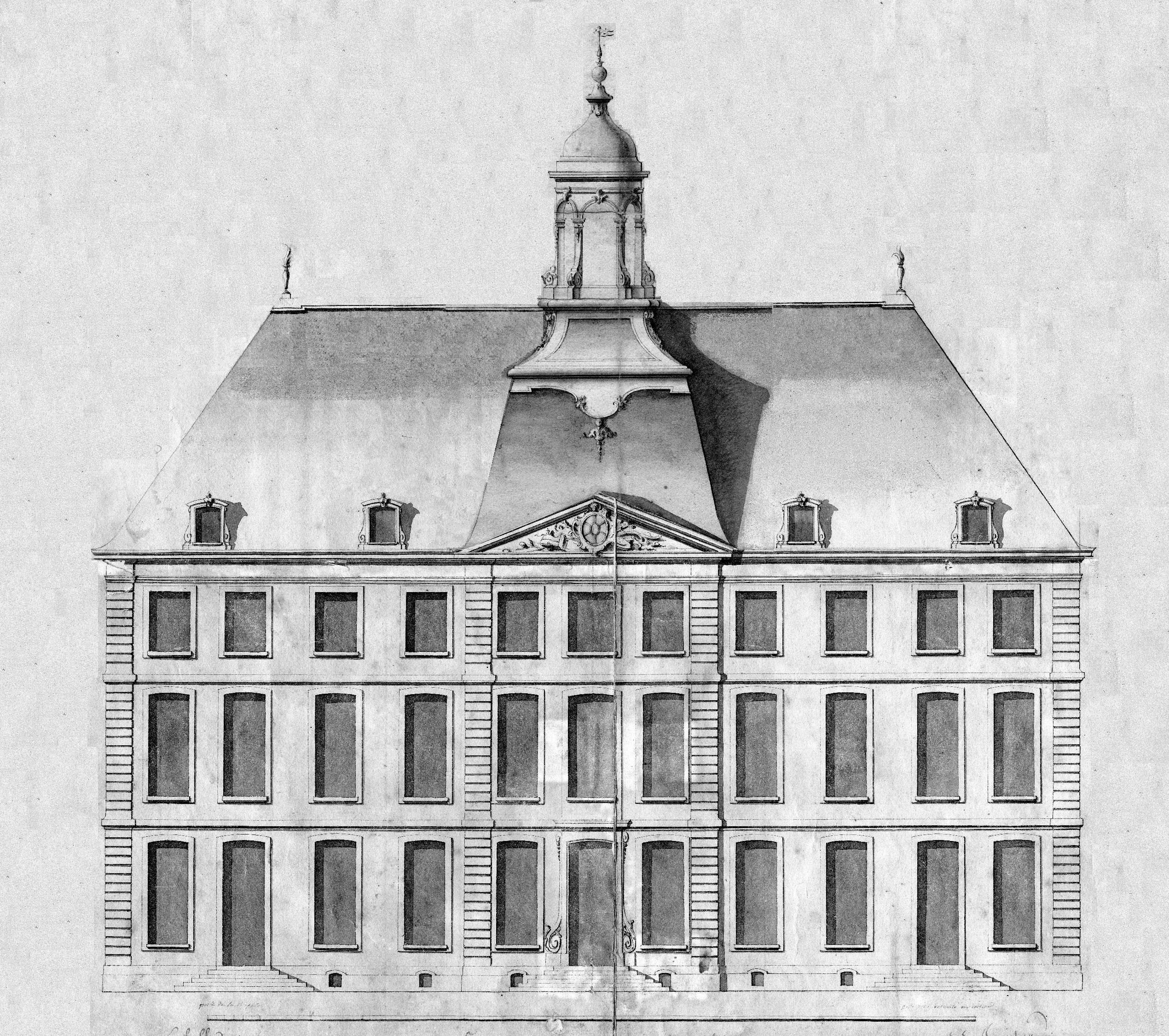
Projet avorté d'un observatoire à Noslon (photo-montage).

Mais dès 1754, un projet d'observatoire est proposé par d'Aviler pour Noslon. Il s'agit du dessin d'un lanterneau qui viendrait se greffer sur le toit du château. L'existence de cet « observatoire » a été rapportée par diverses sources, mais il n'a jamais été construit. On en veut pour preuve, d'une part, l'affirmation par écrit de Clément Lorne qui a connu le château avant sa destruction et d'autre part, l'usage d'un lanterneau, de faibles dimensions et ouvert à tous vents, n'est plus dans l'usage des astronomes de l'époque qui ont horreur des variations thermiques jouant sur la précision des mesures. Des détails, parmi les observations astronomiques rapportées, confirmeront la non-construction de l'« observatoire ».  
Après 1761, Luynes aménage Noslon dans le but d'y effectuer ses observations. Il y invite aussi des astronomes et notamment Bailly et Boscovich. Quelques observations, faites conjointement ou non avec le cardinal, ont été publiées.
Pour rendre Noslon opérationnel, Luynes (avec Bailly) détermine d'abord les coordonnées géographiques du lieu. Ces informations sont mal cernées à l'époque, malgré l'établissement de la carte de Cassini de Sens (1757). Leurs observations donnent une latitude septentrionale de 48° 14' 47" et une différence de longitude entre Sens et Noslon de 43,5", soit un temps de 2,9 s qui place Noslon à 3 min 45 s à l'est de l'Observatoire de Paris.

Il faut connaitre aussi les temps avec précision pour rapporter le détail des observations. Pour ce faire, Luynes emploie une « excellente pendule à correction »  et installe une méridienne à fil dans un de ses cabinets ayant fenêtre au sud. Boscovich dira qu'elle était précise à moins d'une seconde près.
Les observations consignées dans des écrits consistent en :
- une éclipse de Lune observée conjointement par le cardinal et Bailly le 17 mars 1764[26]. Le cardinal observait au rez-de-chaussée et Bailly à l'étage supérieur, ce qui corrobore l'absence de lanterneau-observatoire sur le toit du bâtiment ;
- une rare éclipse annulaire de Soleil observée conjointement par les mêmes le 1er avril 1764, vers 11 h du matin, heure solaire locale[27] ;
- une éclipse de Lune, observée par le cardinal seul, le 30 septembre 1773 autour de sept heures du matin[28] ;
- des observations des taches du Soleil effectuées par Boscovich, en la présence du cardinal, sur plusieurs jours du mois de septembre 1777[29].

Le cardinal dispose d'instruments astronomiques modernes et professionnels qu'il partage avec ses hôtes : lunette parallatique (à monture équatoriale), télescope, quart de cercle mobile, instruments cités dans les sources précédentes.

Instruments-types de l'époque de Luynes (1764)
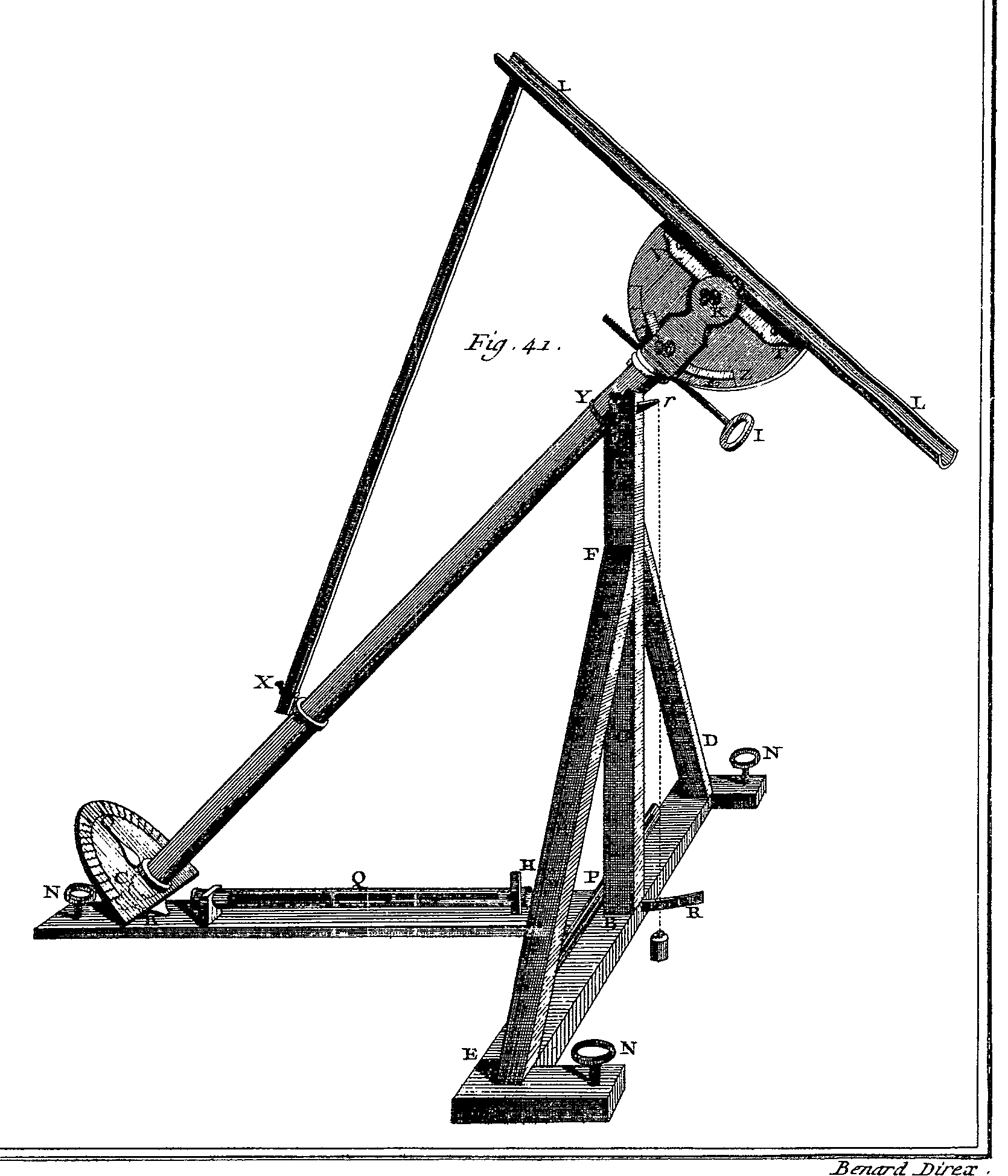
Lunette parallatique.
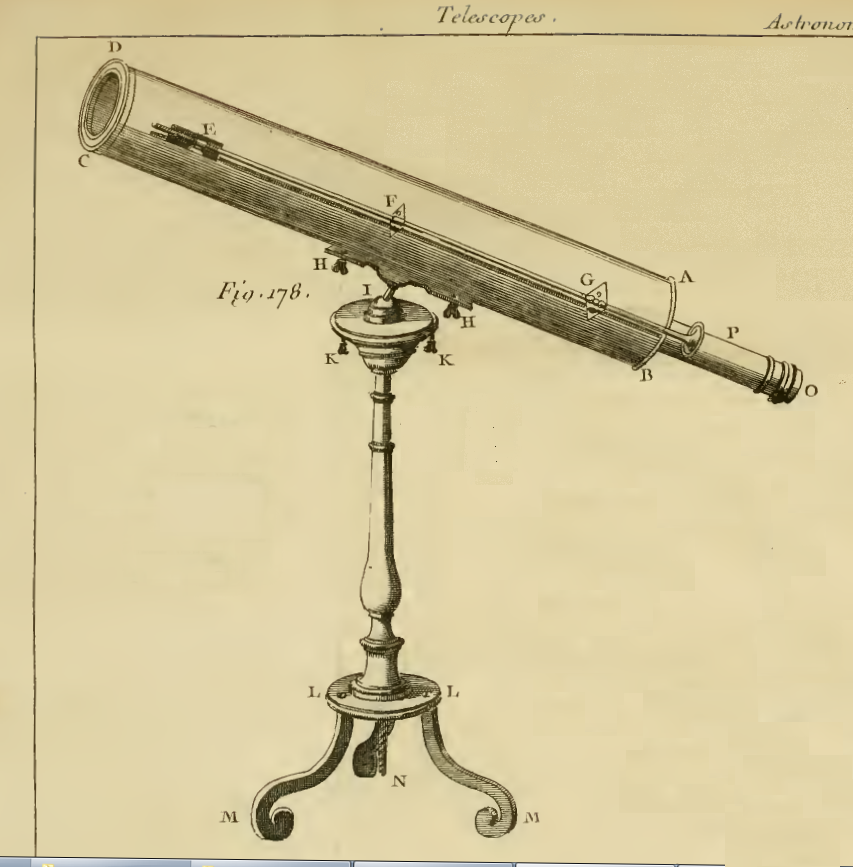
Télescope.
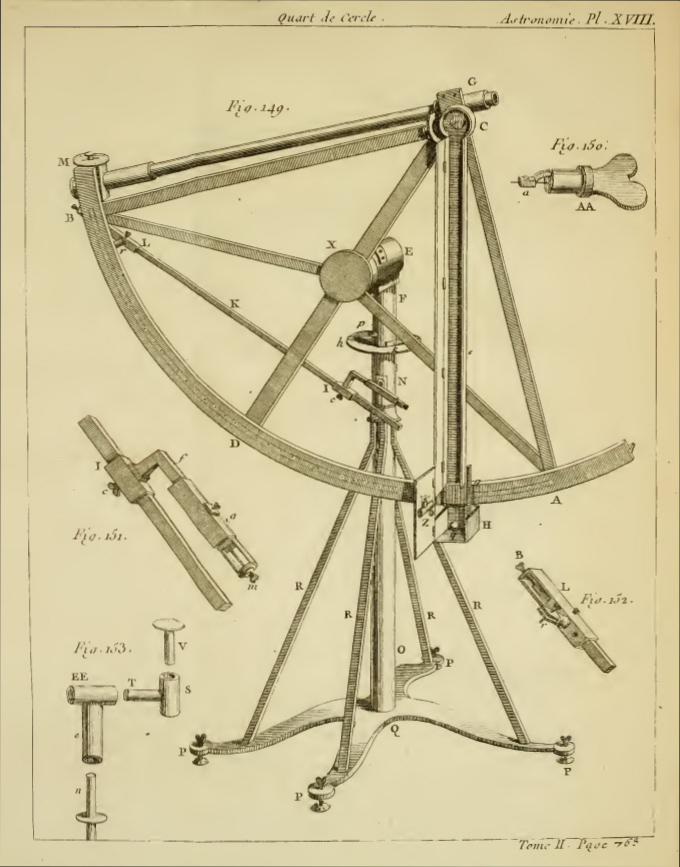
Quart de cercle mobile.

Toujours dans le domaine astronomique, en gnomonique, on peut voir encore aujourd'hui sur les bâtiments de la ferme, au-dessus des écuries, un grand cadran solaire et une méridienne verticale dépourvue de son style. Les tables de ces cadrans, passablement délavées et érodées, sont de mêmes dimensions (2 × 1,2 m environ) ; elles ont été tracées dans les règles de l’art par un professionnel mais ne sont ni datées ni signées.

Les cadrans de Noslon
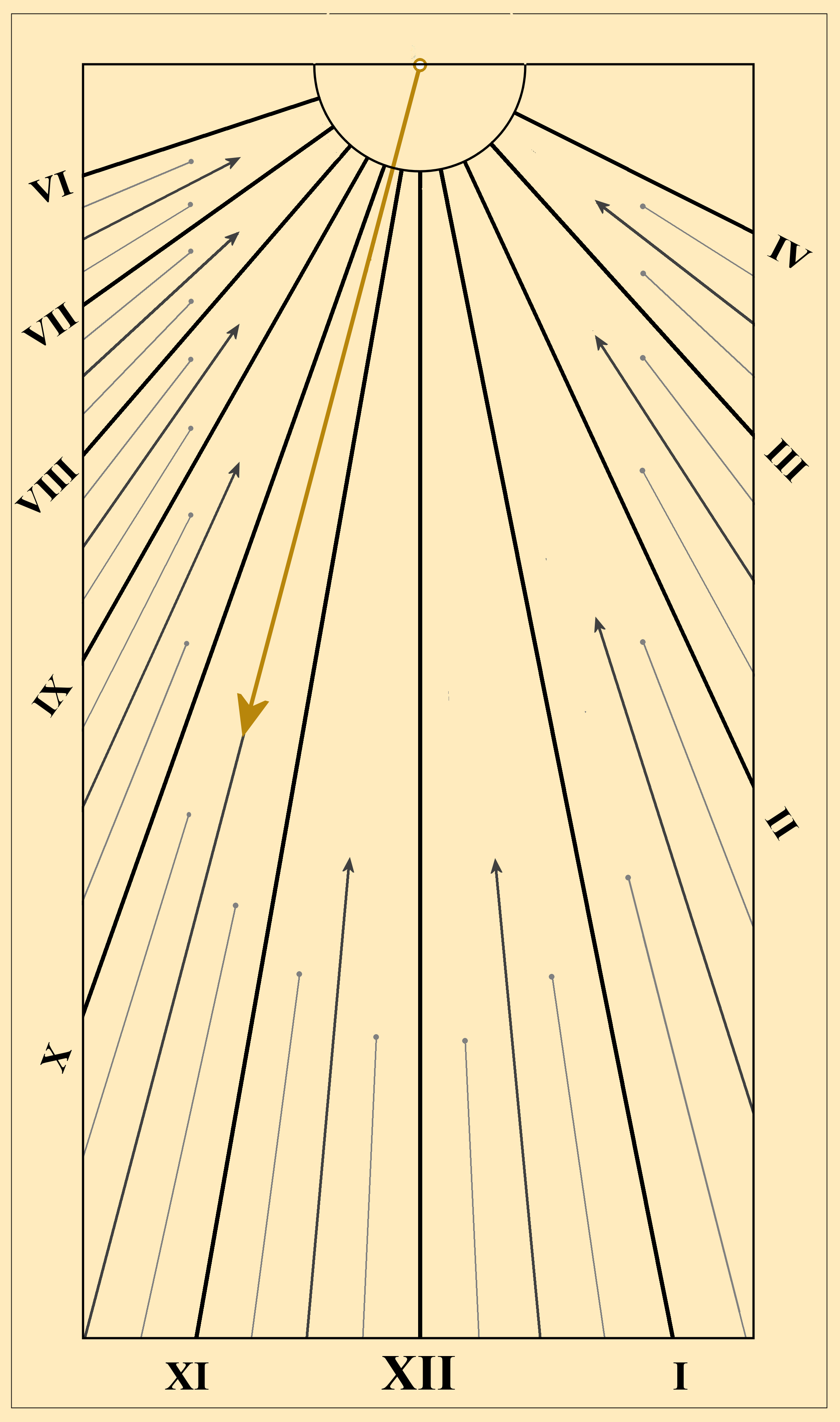
Essai de reconstitution du cadran.
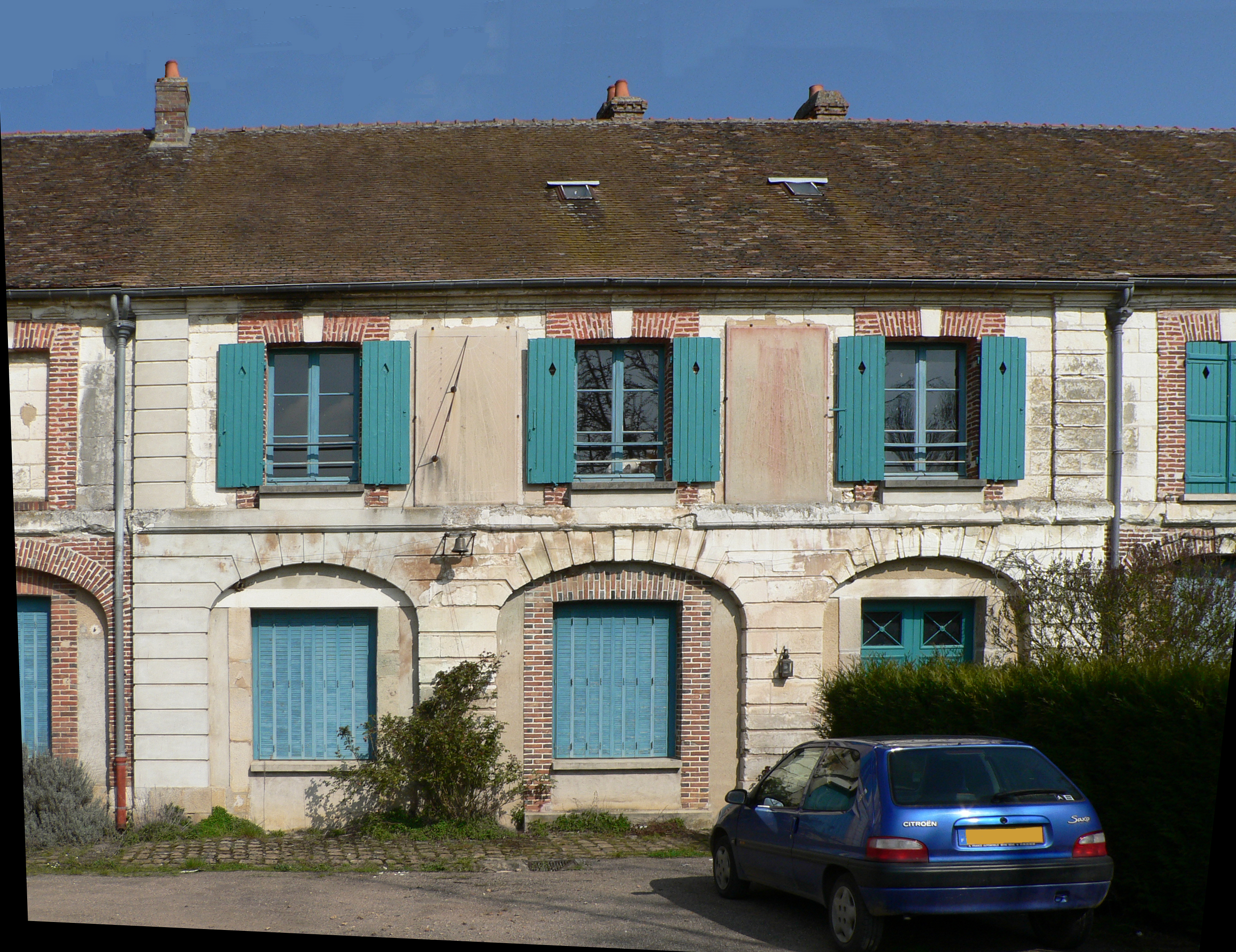
Les cadrans sur la façade « sud », du côté des écuries.
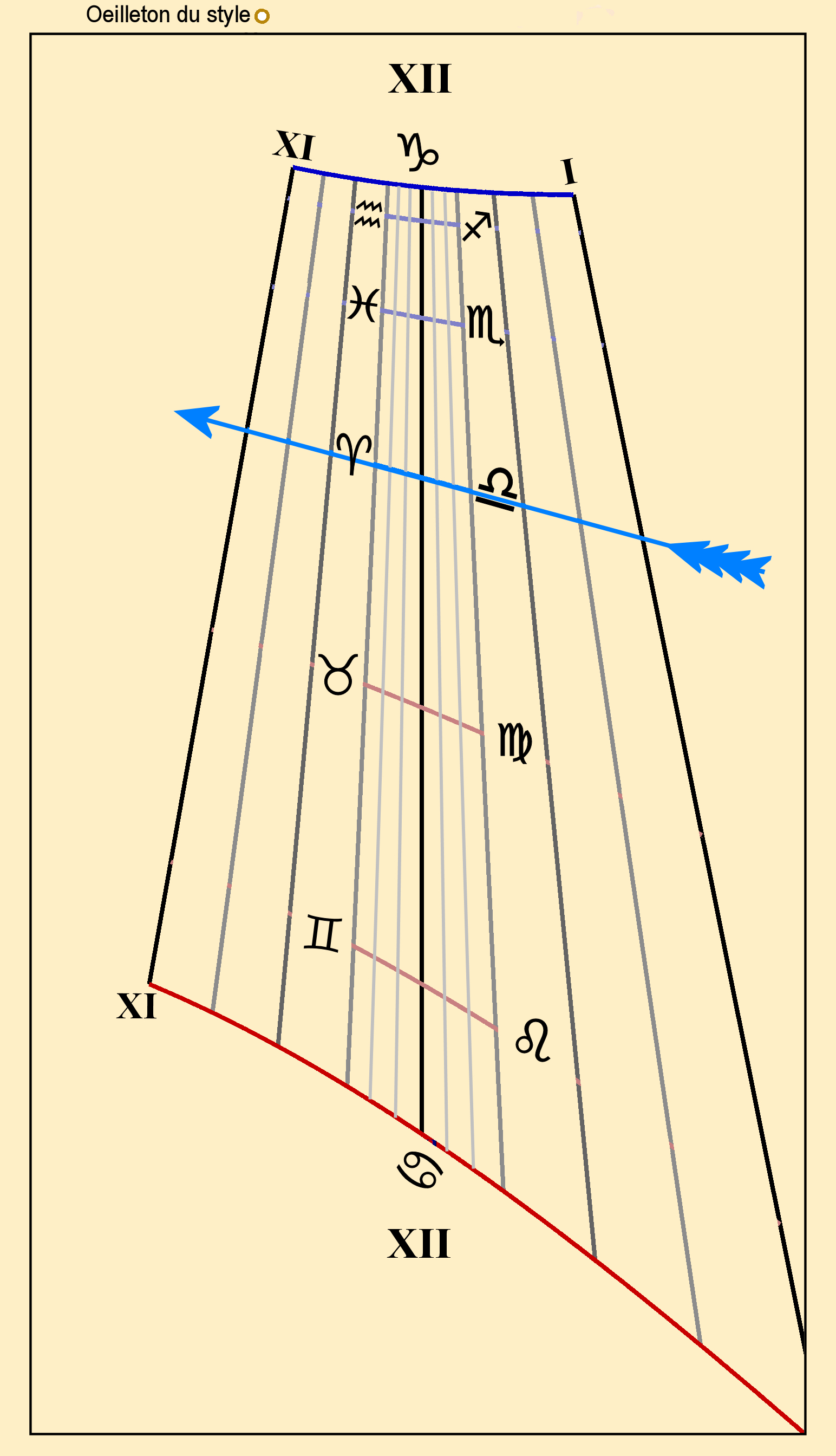
Essai de reconstitution de la méridienne.

Ces instruments gnomoniques datent-ils de Luynes ou lui sont-ils postérieurs ? Rien, aujourd’hui, ne permet de trancher véritablement. La seule question que l'on peut se poser est la suivante : « Que viendraient faire sur une ferme de campagne ces instruments de grande précision ; quel propriétaire terrien était suffisamment passionné pour les implanter là ? ».

## Vers le Noslon d'aujourd'hui
En 1832, le nouveau propriétaire, Clément Lorne, ne trouve sur le site que « ruines, partout des ruines, et une pierre dans celles qui restent sur laquelle on lit ce qui suit :
MONSEIGNEUR LE CARDINAL DE LUYNES
Inscription au-dessus de laquelle on trouve gravées les armes du cardinal. »

Des travaux vont alors commencer : réparations aux bâtiments de la ferme, curage des fossés, mise en eau, etc.

Le domaine restera dans les mains de la famille Lorne, qui y habite encore de nos jours. La propriété, devenue exploitation agricole spécialisée dans la pomiculture, est connue sous l'appellation des Vergers de Noslon.

Noslon, vues d'aujourd'hui
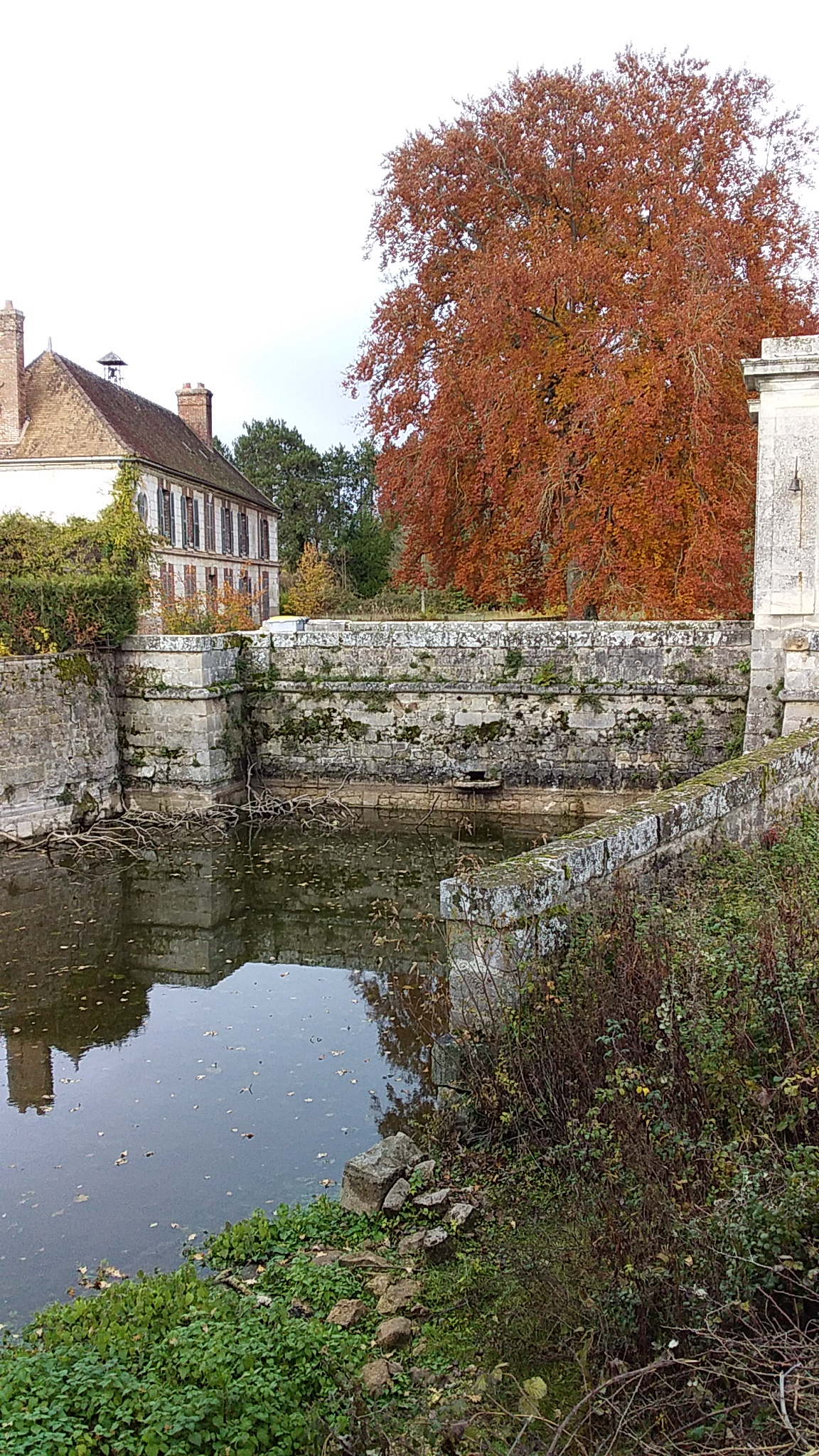
Douves et entrée.
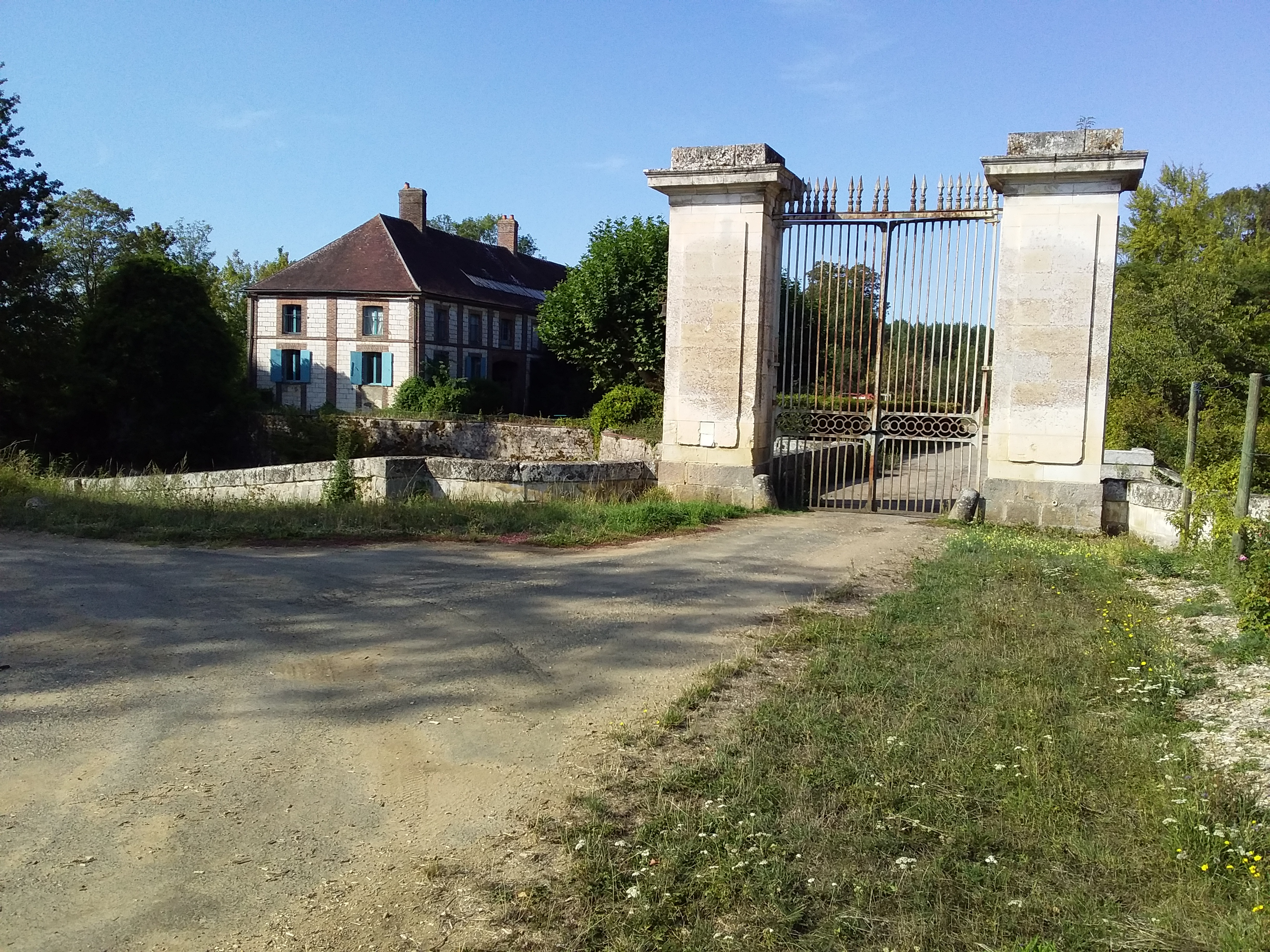
Entrée du domaine.
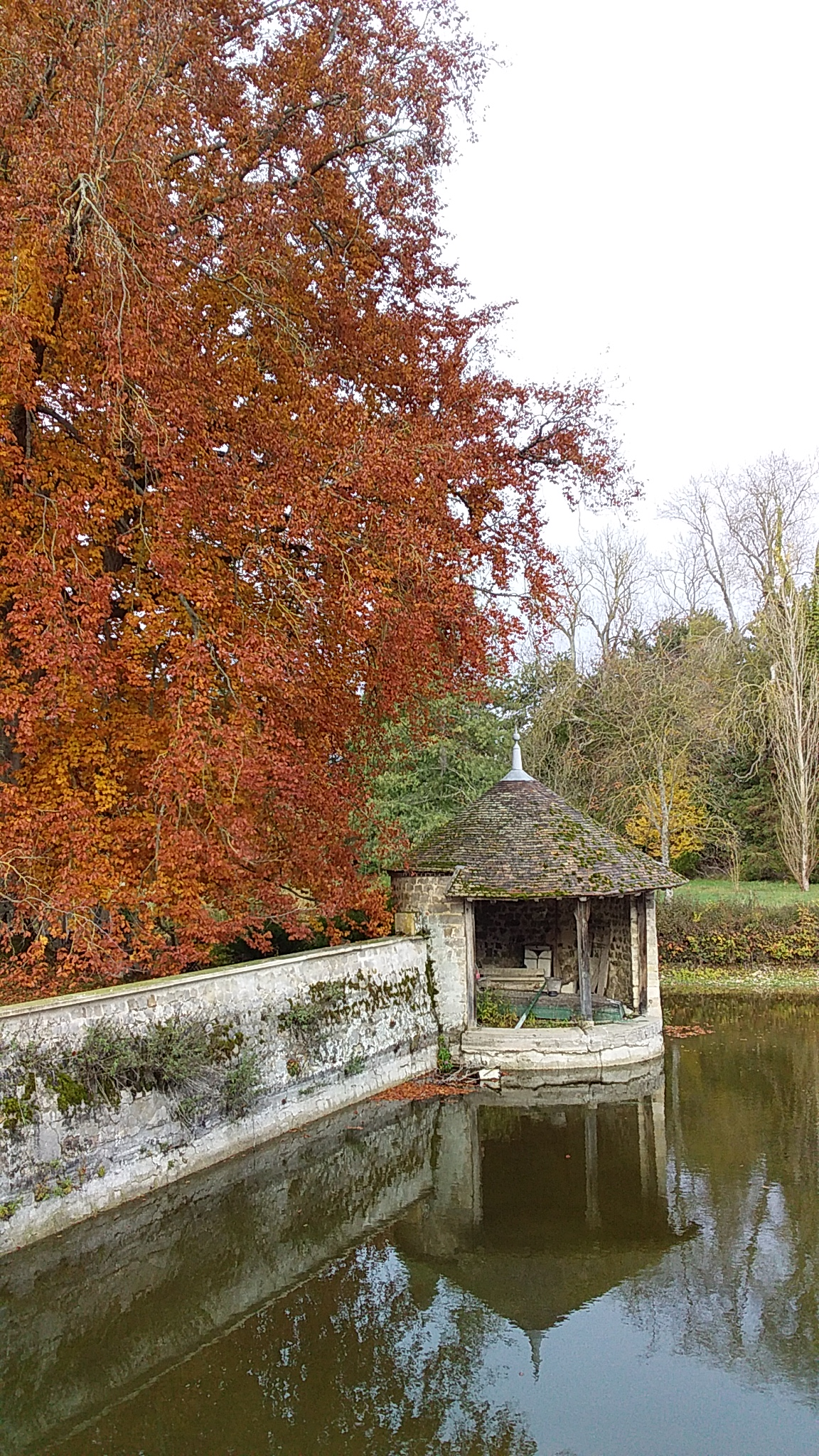
Douves et lavoir.

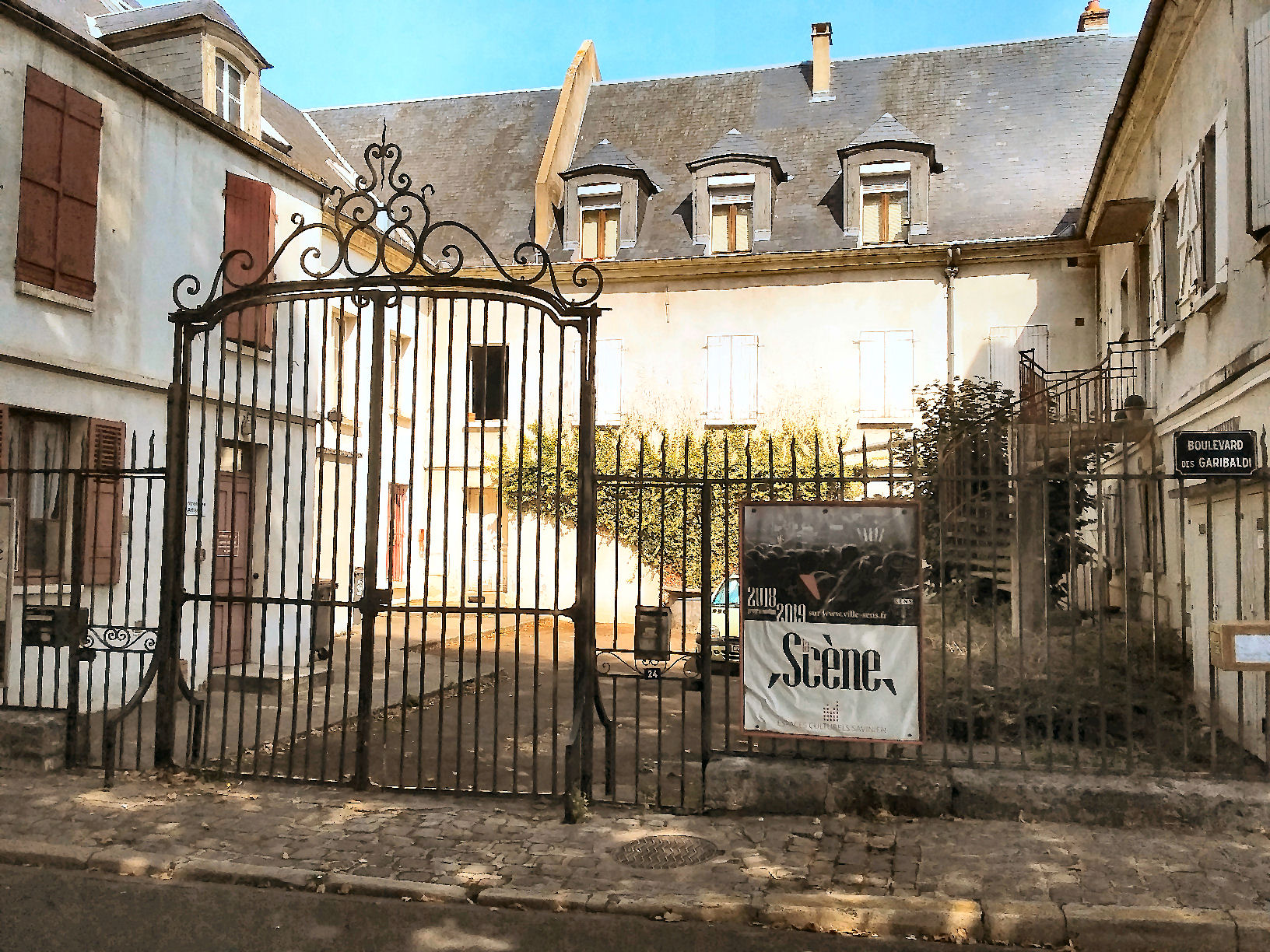
La grille de Noslon dans son implantation actuelle.

Aujourd'hui, les bâtiments de ferme, quoique agrandis et modifiés, restent toujours en place avec leur architecture extérieure du XVIIIe siècle et, à Sens, on peut voir quelques éléments subsistants du château du cardinal :
- la grille en fer forgé ferme la cour arrière du théâtre municipal. Des matériaux semblent avoir été réutilisés dans les bâtiments de la « salle de la Comédie[N 7] » ;
- des boiseries, dessus de portes et vantaux, ainsi que quatre panneaux en chêne sculpté provenant de la chapelle du château  et « portant le médaillon de chacun des quatre évangélistes » ont rejoint les Musées de Sens, après avoir orné le café de la Comédie[33].